# جسر الصرافية

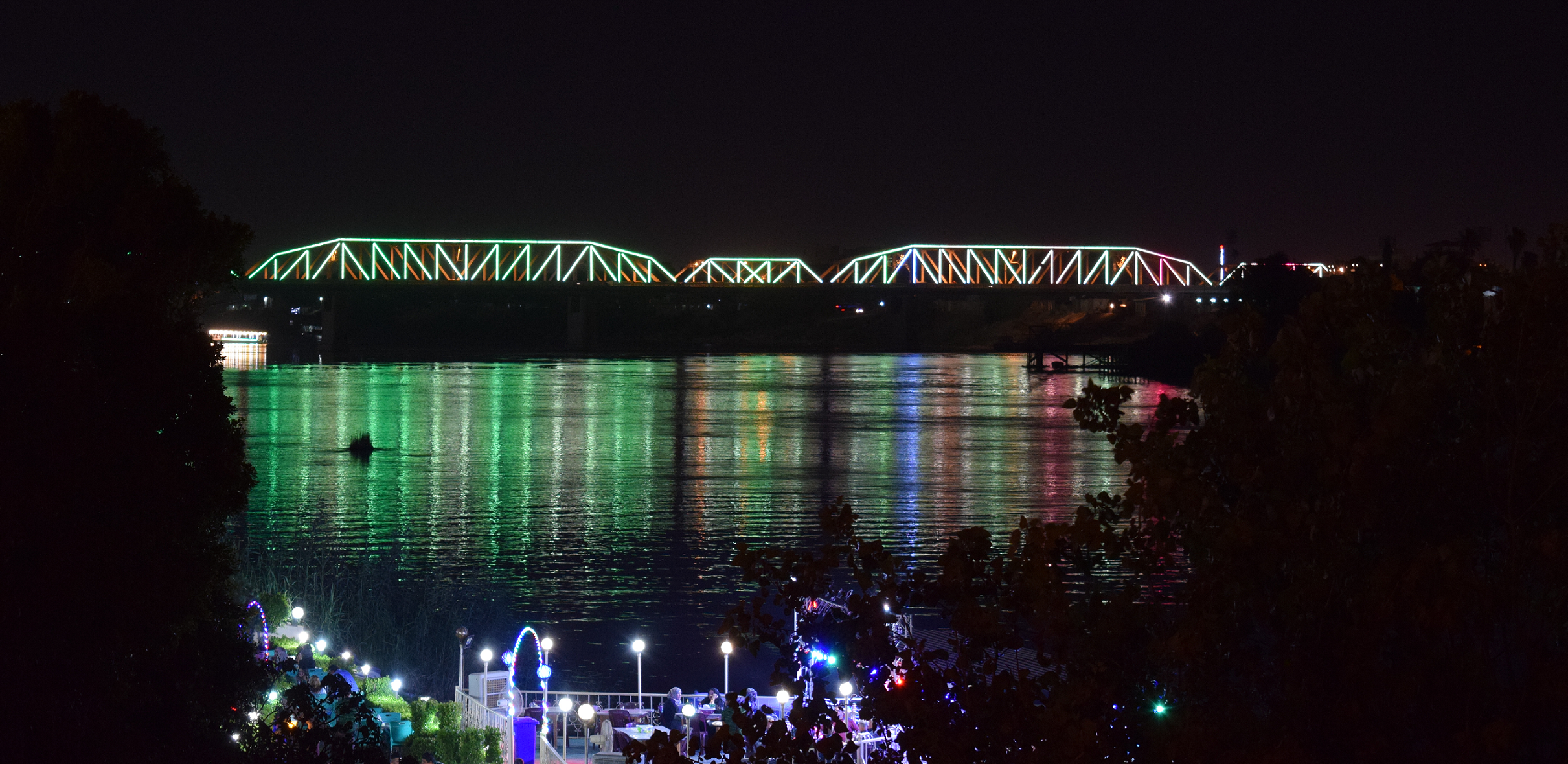
جسر الصرافية ليلاً عام 2017

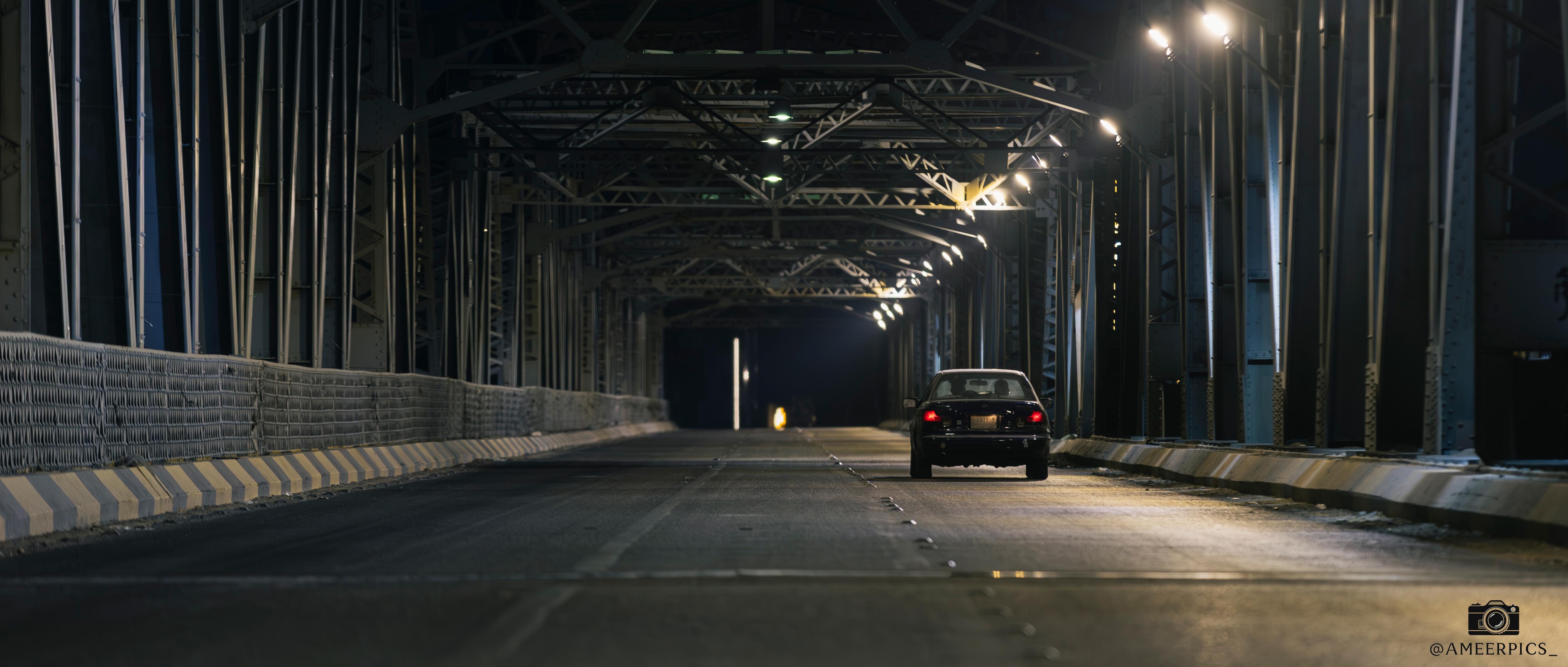
جسر الصرافية 2024/8/17

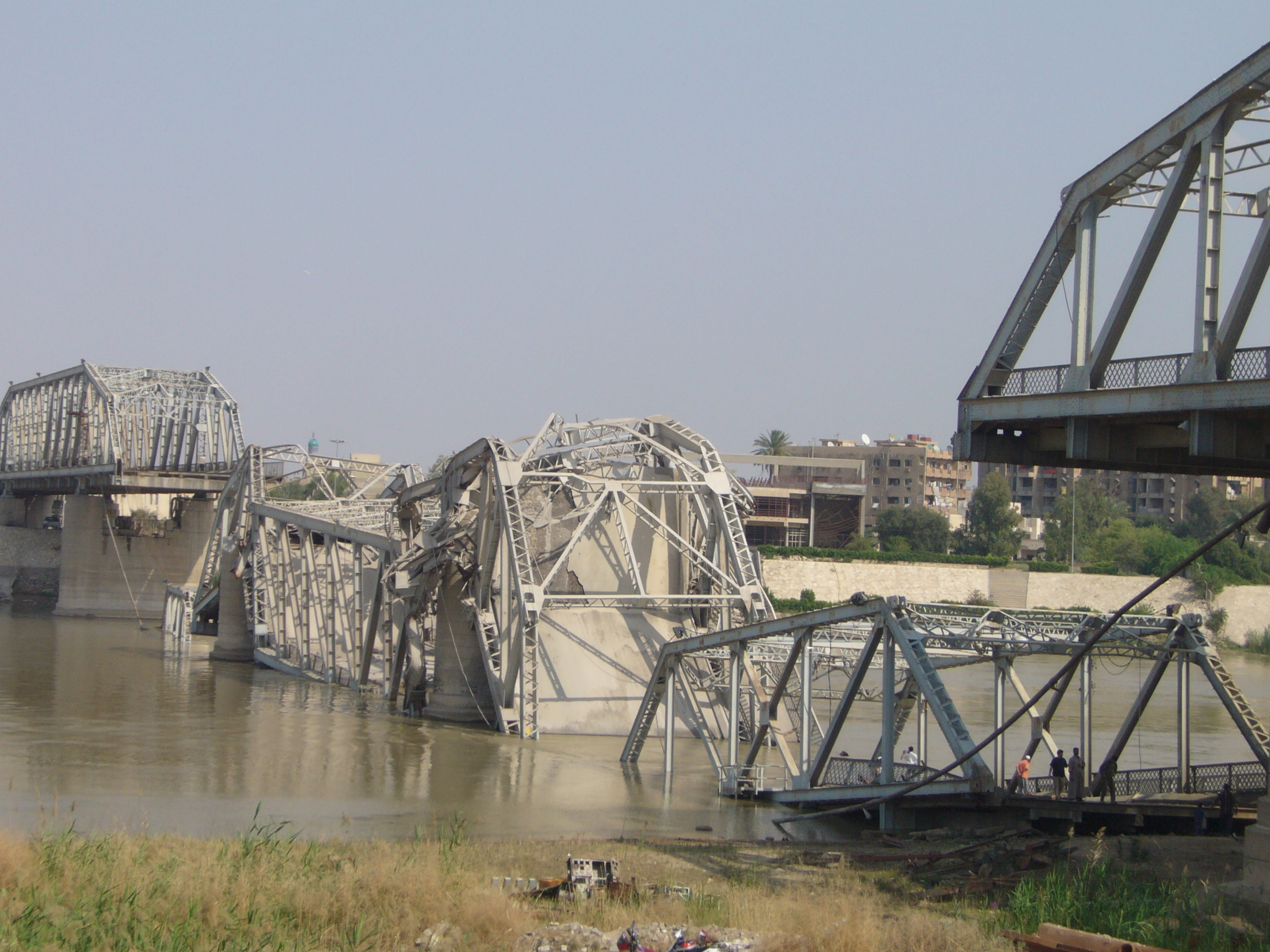
جسر الصرافية في عام 2007

جسر الصرّافيّة جسر يقع على نهر دجلة في بغداد سمي شعبياً الجسر الحديدي، وسماه من يعيش بقربهِ جسر العلوازية أو جسر العيواضية أو جسر الصرافية والاسم الأخير هو الأشهر، وهو أحد جسور بغداد الثلاثة عشر فوق نهر دجلة ومن أقدمها عمراً. ولقد بدأ البناء في عام 1948 على يد الحكومة العراقية، وبالتعاقد مع الشركة البريطانية (هولو) في أواخر عام 1946 التي باشرت بتنفيذه. ويربط جسر الصرافية منطقتي الوزيرية التابعة لقضاء الأعظمية من جهة الرصافة ومنطقة العطيفية التابعة لقضاء الكرخ من جهة الكرخ.

## كان مُعدّا لمدينة سيدني الإسترالية
كان جسر الصرافية معداً للإنشاء في مدينة سيدني في أستراليا قبل أن تقرر وزارة الأشغال والمواصلات العراقية شراء هيكله الحديدي ومن ثم تعهد إلى شركة كوبربلايزرد بإدخال التحويرات المقتضية على هيكله، ولقد بدأ العمل بتنفيذه أواخر سنة 1946 من قبل شركة (هولو) البريطانية.

## بناء الجسر
قامت الشركة البريطانية (كوردبلايزرد) الهندسية بوضع تصاميمه لمدة استغرقت عامين، في حين قامت الشركة البريطانية (هولو) في أواخر عام 1946 بتنفيذه، وقد دفعت الحكومة العراقية تكاليفه، ويبلغ طول الجسر مع مقترباته 2166 متراً بينما يبلغ الجزء الواقع على النهر 450 متراً لذا عُدَّ أطول جسر حديد في العالم آنذاك، لأن الجسر الحديد المقام على نهر الراين بألمانيا كان يحمل الرقم القياسي بين الجسور الحديدية ولم يكن يتجاوز طوله 1500 متر مما أدى إلى أن يحطم جسر الصرافية الرقم القياسي المذكور، سيما إذا علمنا أنه يتكون من سبعة فضاءات خمسة منها بطول 58 مترا وفضاءان آخران بطول 80 مترا كما يبلغ عرض ممر السيارات 6 أمتار وعرض ممر السكة الحديد 4 أمتار وقد روعي في تصميمه وتنفيذه احتوائه ممرين للسيارات مع إمكانية جعل خط السكة المتري خطاً قياسياً من دون إجراء أية تحويرات عليه باستثناء تبديل قضبان السكة والعوارض الخشبية وملحقاتها
ومن الجدير بالذكر أن سقف الجسر يتكون من هياكل الحديد الجاهزة فقد كانت مديرية السكك الحديد تعتمد على استعمال هياكل الحديد الجاهزة لسقوف الجسور التي أنشأت في تلك الحقبة وما قبلها.

### تعثر البناء
تعثر بناء الجسر بسبب انتفاضة الوثبة سنة 1948 واعتبره المواطنون الذين قاوموا عقد معاهدة بورت سموث بين العراق وبريطانيا جسراً يبنى لخدمة الأغراض البريطانية فهاجموا المهندسين الإنجليز والعمال الهنود الذين يعملون فيهِ ورموهم بالحجارة وقطع الحديد كما رُميت بعض القطع من الحديد في النهر.

### العودة إلى العمل
عند تأسيس وزارة الإعمار ومجلس الإعمار رصد لهُ مبلغ إلّا أنه لم يكن كافياً لتنفيذه بالصورة المتفق عليها وفق الخارطة الأصلية التي كانت قد رسمته على صورة ممرين للسيارات واحدة ذهاباً والأخرى إياباً وبينهما سكة الحديد لسير القطار إلّا أنه أُنجز بممر واحد للسيارات وممر سكة الحديد، تمت العودة إلى العمل خلال وزارة السيد محمد الصدر واستمر حتى افتتاحه في عام 1952 إذ جرى احتفال رسمي كبير حضره السيد جميل المدفعي رئيس الوزراء حيث شاهد البغداديون لأول مرة قطاراً يسير على جسر حديدي يعبر على نهر دجلة ولقد قاده سائق القطار الأقدم السيد عبد عباس المفرجي وكان يشرف على سيره الفني ياس علي الناصر باعتباره فنياً متخصصاً بسير القطارات الحديثة.
الجسر وحسب مواصفاته الأصلية كانت السيارات تعبر من فوقه في اتجاه واحد، ولكن في التسعينيات قامت الحكومة العراقية بتحوير الجسر كي يتناسب مع ازياد حركة المرور في الشوارع ليستوعب اتجاهين في آن واحد وليحد من الاختناقات المرورية التي كانت تحدث قرب جسور أخرى واستخدم الحديد الموجود في سكة القطار الملحقة في نفس الجسر لعملية التحوير كي يحتفظ الجسر برونقه المعماري الأثري.

## أطول جسر في العالم حينذاك
بلغ طوال الجسر مع مقترباته 2166 متراً بينما بلغ طول القسم الواقع على النهر (450) متراً وكان بذلك أطول جسر في العالم في حينه.

## تدميره في حرب الخليج الثانية
هاجمته طائرات قوات التحالف وقصفته خلال حرب الخليج الثانية عام 1991 خلال عملية الحرب الجوية ضد العراق ملحقة به أضرارا شديدة.

## تدميره في 12 نيسان/أبريل 2007
تضرر جسر الصرافية العريق بتفجير شاحنة مفخخة يقودها انتحاري أدت إلى تدمير جزئي للجسر ومقتل ما لا يقل عن 10 أشخاص وجرح حوالي 26 شخصا وسقوط عدد من السيارات في نهر دجلة وإلحاق أضرار بالمنازل المجاورة بالجسر ولا سيما من جهة منطقة العطيفية.

## إعمار الجسر
بدأ العمل في إعادة بناء جسر الصرافية بتاريخ 1 أيار/مايو 2007 وبعمالة عراقية من عمال ومهندسين واستشاريين.

### الجهات المساهمة

#### وزارة الإعمار والإسكان
ساهمت وزارة الإعمار والإسكان عبر شركتا الفاو والفاروق للمقاولات الإنشائية، إضافة إلى الهيئة العامة للطرق والجسور.،

#### وزارة الصناعة والمعادن
ساهمت وزارة الصناعة والمعادن بشركاتها الثلاث وهي كل من الشركة العامة للمعدات الهندسية الثقيلة، والشركة العامة لصناعة السيارات وشركة ابن ماجد العامة.

#### المركز الوطني للمختبرات والبحوث الإنشائية
كان للمركز الوطني للمختبرات دورا كبيرا في فحوصات أعمدة الجسر وإعطاء التوصيات اللازمة لمعالجتها بشكل فني وسليم للشركات المنفذة، ومن ثم إعادة فحصها للتأكد من سلامة التنفيذ.

### تضحيات
- بتاريخ 1 آب/ أغسطس 2007 تم اغتيال رئيس المهندسين بهاء ناجي ياسين وهو المهندس المقيم المشرف على إعمار الجسر، حيث اغتيل لدى خروجه من منزله متوجها إلى عمله.[6]
- بتاريخ 12 تشرين الأول/أكتوبر 2007 تعرض رئيس المهندسين سعدي عبد الرضا وهو من كوادر وزارة الإعمار والإسكان إلى محاولة اغتيال فاشلة عند قدومه للدوام في موقع الجسر حيث أطلقت سيارة من نوع (شفروليه) سبعة إطلاقات أدت إلى حدوث أضرار في هيكل سيارته، والمهندس سعدي هو وكيل المهندس بهاء.[6]

## إعادة افتتاح الجسر
في يوم الثلاثاء 27 أيار/ مايو 2008، اُفتتح الجسر رسميا بعد مرور أكثر من عام على إغلاقه لأغراض الصيانة، حيث حضر الافتتاح عدد من المسؤولين والشخصيات العراقية البارزة من بينها رئيس الوزراء العراقي نوري المالكي ووزيرة الإعمار والإسكان العراقية بيان دزه يي ممثلة عن وزارتها التي شاركت في إعمار الجسر.
وقال رئيس الوزراء نوري المالكي في كلمته التي ألقاها في حفل افتتاح الجسر الثلاثاء:
"إنما نحتفل بهذا الجمع الكريم لأجل أن نفتتح الجسر. رغم أهميته وتاريخه وما يربطنا به، ولكن الأهم من ذلك كله هو أننا نريد أن نحتفل بأن الإرادة، إرادة الخير، إرادة الإعمار، إرادة البناء، إرادة الوطن هي التي انتصرت في المحصلة النهائية".
وأكد وكيل وزارة الإسكان والإعمار المهندس فالح العامري أن الكوادر الهندسية العراقية أنجزت جميع مراحل العمل وبفترة قياسية، مشيرا إلى أن الشركات الأجنبية قدرت تكاليف إعادة الإعمار بضعفي القيمة التي نُفّذ فيها المشروع موضحا ذلك في حديث لـ"راديو سوا":
" الكوادر التي أنجزت العمل هي من شركتي الفاو والفاروق التابعتين لوزارة الإسكان والإعمار، واللتان قامتا بكل الأعمال المدنية وأعمال التقويم الإنشائي، وأعمال التبليط، وأعمال التخطيط، وأعمال الصيانة، والفحوصات المختبرية، وعمليات الكهرباء، وصبغ الجسر وتهيأته. فيما قامت شركات وزارة الصناعة بتصنيع الهيكل الحديدي ونصبه.
وأشار وكيل وزارة الصناعة عادل كريم إلى أن قيمة العقد الخاص بوزارته بلغت ثمانية مليارات دينار موضحا دور وزارته في عمليات إعادة إعمار الجسر بالآتي:
" شراء 1500 طن من الحديد الخاص من دول الجوار وصناعته وتقطيعه وتلحيمه في شركاتنا، ونصبه في موقع العمل خلال 68 يوما. العمل الفعلي بدأ في الأول من مايو/ أيار من العام الماضي وأكمل في 25 مايو من العام الجاري، أي بحدود سنة واحدة، ولكن وزارة الصناعة أنجزت أعمالها في ستة أشهر. أما كلفة المقاولة الخاصة بوزارة الصناعة فقد بلغت 8 مليار دينار، وبلغت الكلفة عن وزارة الإسكان والإعمار 23 مليار للكلفة الكلية"
وحول الإجراءات الأمنية التي اتخذتها قيادة عمليات بغداد لتأمين جسر الصرافية بعد افتتاحه، قال الناطق باسم خطة فرض القانون اللواء قاسم عطا:
"اتخذنا إجراءات أمنية ليس لحماية جسر الصرافية فقط، وإنما لحماية جميع الجسور ووضعنا أيضا خطة مدروسة مع مديرية المرور العامة لغرض وضع أسبقيات السير على هذا الجسر، وستكون حركة جميع المركبات اعتيادية، والجسر عاد مرة أخرى بصورة أجمل من السابق لكونه يحمل ذكريات، وهذه الذكريات تجسدت بالعمل لمدة عام متواصل، على الرغم من وجود التحديات الأمنية والمادية المتمثلة بتوفير المواد إلى موقع العمل".
وكان رئيس المهندسين المقيم سعدي عبد الرضا من الهيئة العامة للطرق والجسور التابعة لوزارة الإعمار والإسكان قد قال: أن الجسر الآن، عريس يزف إلى دجلة. وأضاف عبد الرضا لجريدة (المدى) العراقية: لم أنم منذ ثلاث ليال من شدة الفرح بانتهاء العمل من إعمار جسر الصرافية، وأنا فخور ككل عراقي بهذا المنجز الذي سيفتح بوابة الإعمار.

## معرض صور

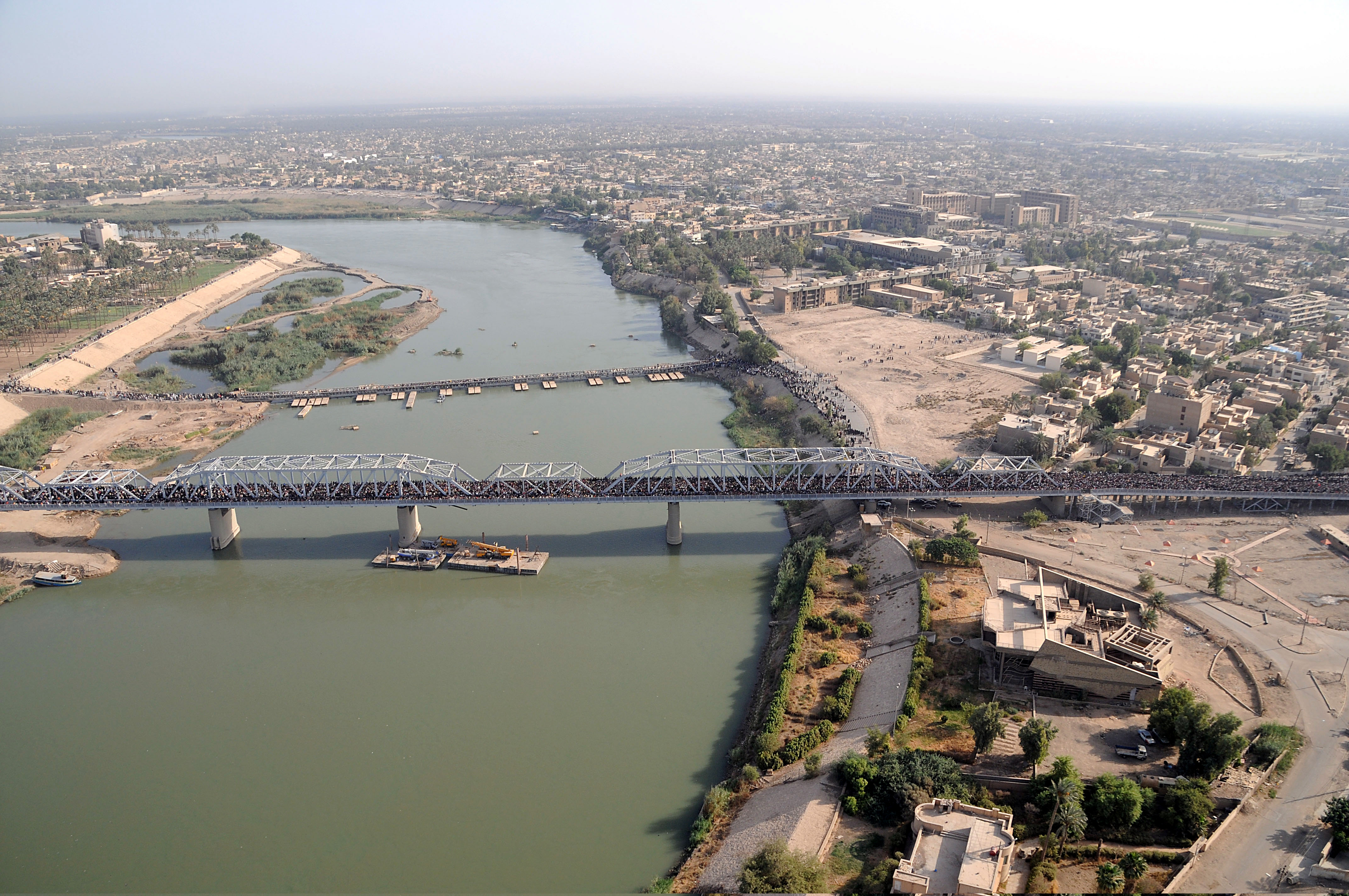
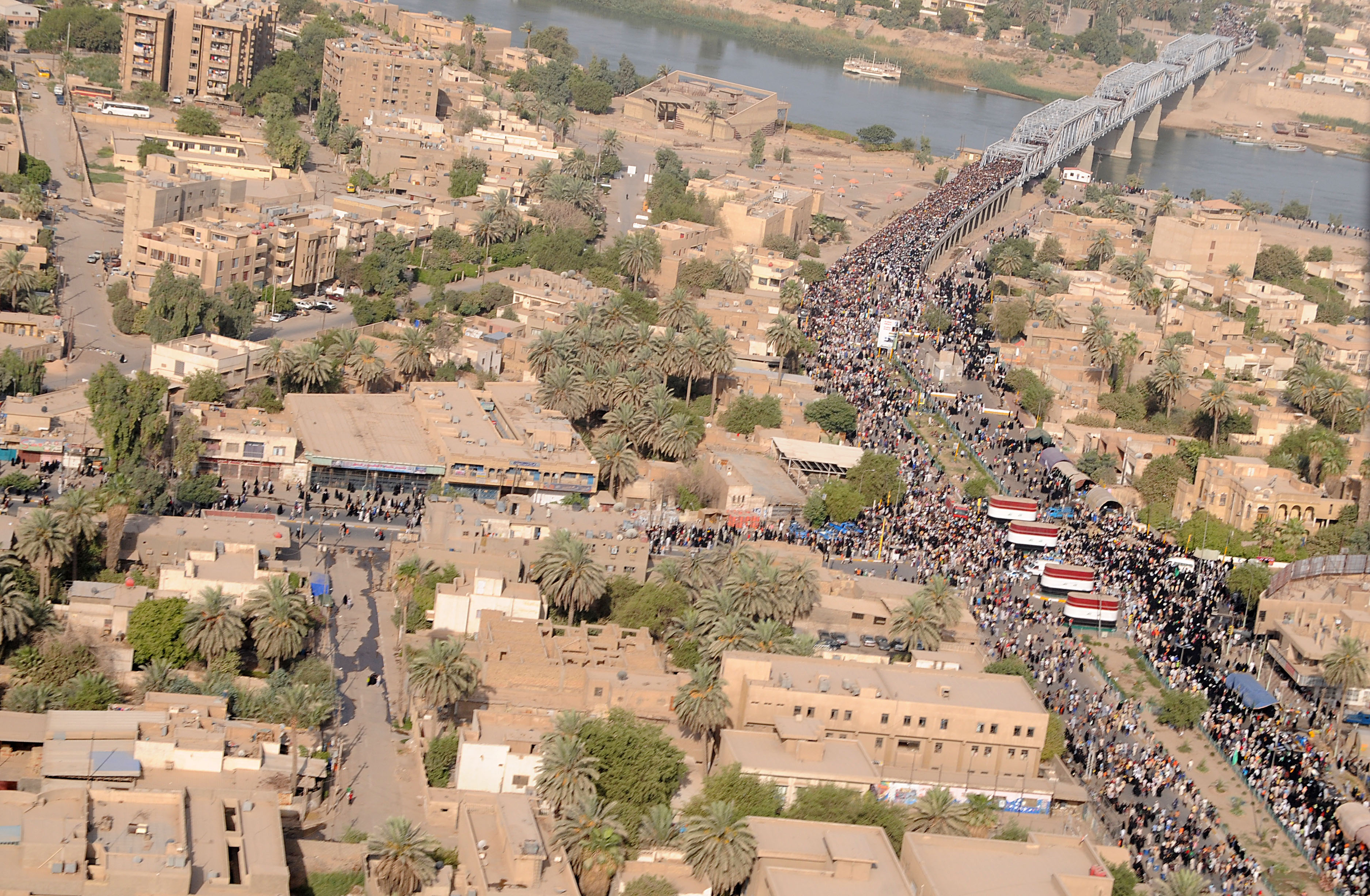
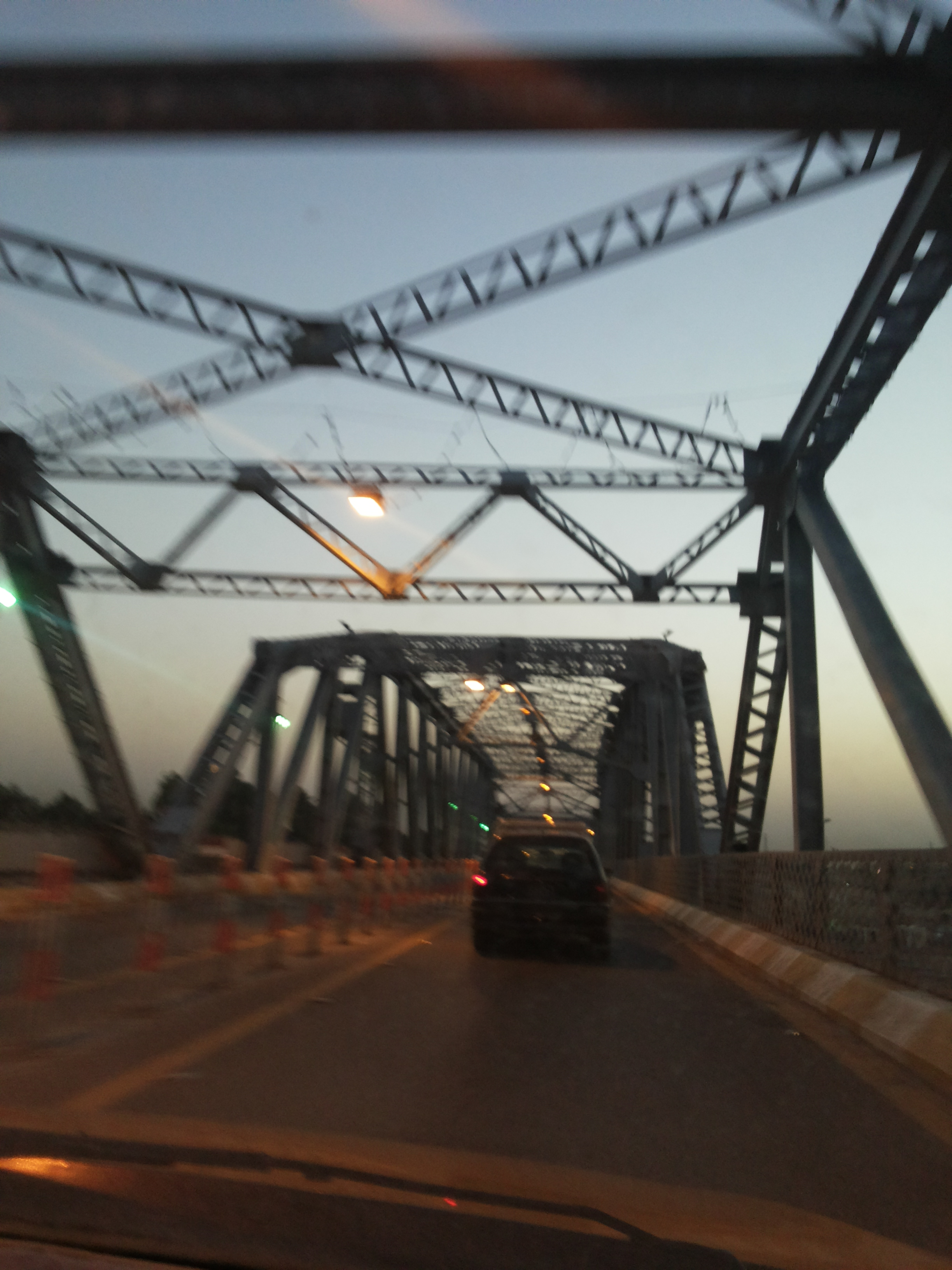